# Oda a España
Oda a España (en catalán, Oda a Espanya) es un poema en lengua catalana de Joan Maragall escrito en 1898 con motivo de las pérdidas de las últimas colonias del imperio español a finales del siglo XIX.

## Contexto histórico
La pérdida colonial de Puerto Rico, Cuba y Filipinas en 1898 ponía fin a un consenso y a una vertebración de España que había sido cuestionado por sectores intelectuales españoles que criticaban la visión opresora de un estado basado en el recuerdo de los éxitos imperiales. Joaquín Costa, Pérez Galdós o Clarín formaban una generación de pensadores que amaban a España y detestaban el españolismo, y que pedían una «europeización de España». En esta línea, Costa pedía «desinflar Sagunto, Numancia y Lepanto», en clara alusión a las historias épicas reivindicadas en pro de una idea de Estado.
Los intereses mercantiles de Cataluña en las Antillas habían contenido las ansias separatistas iniciadas a finales del siglo XIX. Sin los negocios de ultramar, las tensiones autonomistas toman fuerza con una irritación contra Madrid, a quien culpan del desastre por su tozudez, a pesar de que los potentados catalanes habían sido los que más habían torpedeado cualquier posible solución para el problema de Cuba y habían abogado siempre por el uso de la fuerza. Los propietarios catalanes fomentan el catalanismo ante los gobiernos de la monarquía, al considerarla un Estado castellano incompetente y anticuado, que se había dejado arrebatar el mercado colonial.
Con la pérdida de las colonias, España pierde su discurso centralista a favor de las sensibilidades centrífugas y sólo le quedará el uso de la fuerza para mantener algo que no podía por la vía de «la grandeza de la patria».

## El poema
Escolta, Espanya, — la veu d’un fill
que et parla en llengua — no castellana:
parlo en la llengua — que m’ha donat
la terra aspra;
en ‘questa llengua — pocs t’han parlat;
en l’altra, massa.

T’han parlat massa — dels saguntins
i dels qui per la pàtria moren;
les teves glòries — i els teus records,
records i glòries — només de morts:
has viscut trista.

Jo vull parlar-te — molt altrament.
Per què vessar la sang inútil?
Dins de les venes — vida és la sang,
vida pels d’ara — i pels que vindran;
vessada, és morta.

Massa pensaves — en ton honor
i massa poc en el teu viure:
tràgica duies — a mort els fills,
te satisfeies — d’honres mortals
i eren tes festes — els funerals,
oh trista Espanya!

Jo he vist els barcos — marxar replens
dels fills que duies — a que morissin:
somrients marxaven — cap a l’atzar;
i tu cantaves — vora del mar
com una folla.

On són els barcos? — On són els fills?
Pregunta-ho al Ponent i a l’ona brava:
tot ho perderes, — no tens ningú.
Espanya, Espanya, — retorna en tu,
arrenca el plor de mare!

Salva’t, oh!, salva’t — de tant de mal;
que el plor et torni feconda, alegre i viva;
pensa en la vida que tens entorn:
aixeca el front,
somriu als set colors que hi ha en els núvols.

On ets, Espanya? — No et veig enlloc.

No sents la meva veu atronadora?
No entens aquesta llengua — que et parla entre perills?
Has desaprès d’entendre an els teus fills?
Adéu, Espanya!
Escucha, España, — la voz de un hijo
que te habla en lengua — no castellana: 
hablo en la lengua — que me ha dado 
 la tierra áspera: 
en esta lengua — pocos te han hablado; 
en la otra, demasiado.

Te han hablado demasiado — de los saguntinos 
y de los que por la patria mueren: 
tus glorias — y tus recuerdos, 
recuerdos y glorias — sólo de muertos: 
has vivido triste.

Yo quiero hablarte — de forma muy distinta. 
¿Por qué verter la sangre inútilmente? 
En las venas — vida es la sangre, 
vida para los de ahora — y para los que vendrán; 
vertida, está muerta.

Demasiado pensabas — en tu honor 
y demasiado poco en tu vivir: 
trágica llevabas — a la muerte a tus hijos, 
te satisfacías — de honras mortales, 
y eran tus fiestas — los funerales, 
¡oh triste España!

Yo he visto los barcos — partir llenos 
de los hijos que llevabas — a que muriesen: 
sonrientes marchaban — hacia el azar; 
y tú cantabas — cerca del mar 
como una loca.

¿Dónde están los barcos? — ¿Dónde los hijos? 
Pregúntaselo al Poniente y a la ola brava: 
todo lo perdiste, — no tienes a nadie. 
¡España, España, — vuelve en ti, 
arranca el lloro de madre!

Sálvate, oh!, sálvate — de tanto daño; 
que el llanto te vuelva fecunda, alegre y viva; 
piensa en la vida que tienes en derredor: 
levanta la frente, 
sonríe a los siete colores que hay en las nubes.

¿Dónde estás, España? — No te veo en ninguna parte. 
¿No oyes mi voz atronadora? 
¿No entiendes esta lengua que te habla entre peligros? 
¿Has desaprendido a entender a tus hijos? 
¡Adiós, España!
Joan Maragall, Oda a Espanya, 1898.

## Análisis
Maragall estaba bastante implicado en los círculos intelectuales y culturales del momento y, aunque no tenía ninguna vinculación política, usó sus escritos para denunciar situaciones de injusticia. Maragall expresó en este poema su repudio por la España oficial, una España subdesarrollada regida por una oligarquía agraria, opuesta al progreso catalán originado por el catalanismo político.
Comienza haciendo alusión a la insensibilidad de la España monárquica y centralista respecto a la pluralidad cultural y sus lenguas:

Escucha, España, — la voz de un hijo
que te habla en lengua — no castellana: 
hablo en la lengua — que me ha dado 
la tierra áspera: 
en esta lengua — pocos te han hablado; 
en la otra, demasiado.

Como hizo Joaquín Costa, criticaba abiertamente la visión laureada y esperpéntica con que el imperio español mantenía su razón de ser:

Te han hablado demasiado — de los saguntinos
y de los que por la patria mueren: 
tus glorias — y tus recuerdos, 
recuerdos y glorias — sólo de muertos: 
has vivido triste.

En las siguientes estrofas, Maragall hace alusión a la sangre inútilmente derramada que, más allá de la obviedad que supone, es una doble queja por el hecho de que muchos de los soldados enviados a Cuba provenían de tierras catalanas. Reitera la crítica al uso de los conceptos gloriosos cuando menciona:

Te satisfacías — de honras mortales, 
y eran tus fiestas — los funerales, 
¡oh triste España!

Termina el poema con un clamor a la desintegración de España o, al menos, a la pérdida de su identidad tal como la había concebido hasta ese momento:

¿Dónde estás, España? — No te veo en ninguna parte. 
¿No oyes mi voz atronadora? 
¿No entiendes esta lengua que te habla entre peligros? 
¿Has desaprendido a entender a tus hijos? 
¡Adiós, España!

En 1908, dentro del movimiento ibérico impulsado por el autor, Maragall publicará un artículo titulado «Visca Espanya!!» («¡¡Viva España!!»).